# Gastronomía de Tlaxcala
La gastronomía de Tlaxcala preserva la riqueza cultural influenciada desde la época prehispánica hasta la llegada de los españoles con lo cual brotó un mestizaje de sabores. De ahí la variedad de los platillos existentes hoy en día.
El universo de platillos tlaxcaltecas consiste en una variedad de nombres en lengua náhuatl o en mexicanismos que contienen tanto variedad como condimentos por ejemplo: tlatlapas, xocoyoles y nopalachitles, hasta el huaxmole, el texmole y el chilatole; pasando también por los escamoles, los tlatloyos, los huauzontles y el huitlacoche. Uno de los ingredientes más exóticos de la culinaria Tlaxcalteca son los insectos a en cada platillo tradicional: los xahuis o gusanos del mezquite, los gusanos y picudos del nopal, las hormigas mieleras y los gusanos de laguna.

## Diversidad
La gastronomía tlaxcalteca se puede dividir en dos regiones, el norte donde se destaca el uso del maguey con el que se prepara barbacoa que se cubre con sus pencas asadas sobre brasas con el fin de envolver aves como guajolote o pollo, conejos, liebres, carne de cordero o puerco.
Los mixiotes que son envueltos con la misma cutícula de las pencas, aguamiel y pulque. La región sur por otro lado destaca por la elaboración de diferentes moles, ya sea de guajolote, de fiesta, de olla, prieto, entre otros.
El arte culinario de la región está enriquecido con abundantes hierbas y plantas como el cilantro, perejil, epazote, quintonil, verdolaga, huzaontle, miltomate, papaloquilitl, pepicha, cebolla de rabo, calabaza, nopal. Los insectos formaban parte importante de la gastronomía tlaxcalteca prehispánica. Entre ellos están los chapulines, gusanos rojos de maguey, escamoles —larvas de hormiga— y los ahuaxtle —huevecillos de mosco—.

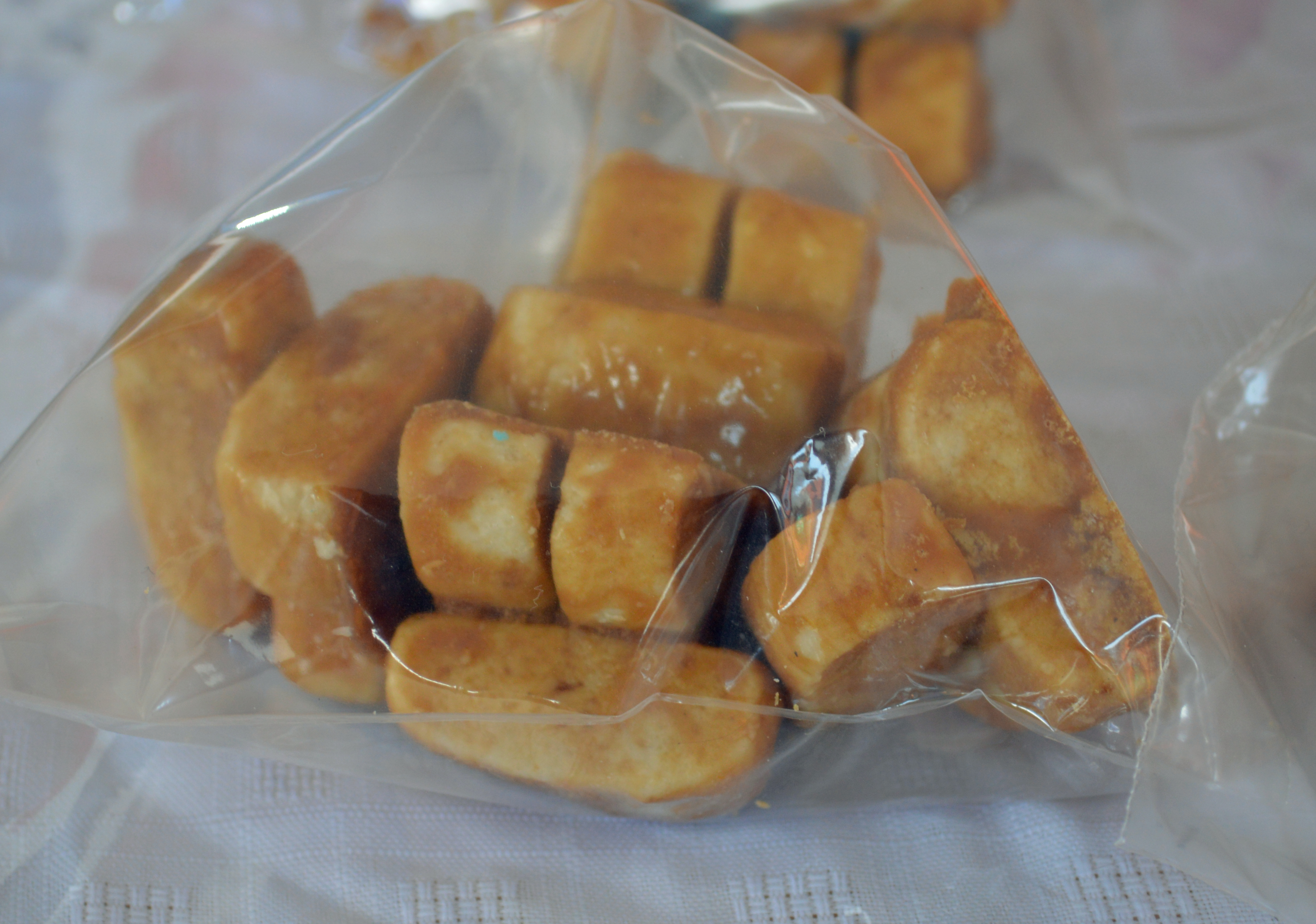
Muéganos típicos del municipio de Huamantla

La cocina actual tlaxcalteca conserva elementos de los pueblos indígenas; sin embargo con la llegada de los españoles se incorporaron ingredientes como el trigo, arroz, puercos, ovejas, gallinas y ganado vacuno. El alimento tradicional de los tlaxcaltecas es el maíz, con la masa del maíz se elaboran comidas como las tortillas, tlayocos de frijol o ayocote, tamales, atole, chilatole o pozole.
En Huamantla, el pulque es producido a través del maguey. Sus variantes van mezclados con frutas, llamados curados. El maguey se utiliza en la gastronomía local, y con él se preparan barbacoa, mixiotes y los chinicuiles, que provienen de la raíz o gusanos de maguey, extraídos de la penca de esta planta. Los muéganos, son un tipo de galleta tradicional especial, elaborados a base de harina, agua de flores y anís, entre otros ingredientes.
En Zacatelco, la bebida de cacao, fue declarada Patrimonio Cultural Inmaterial por el congreso del estado de Tlaxcala, mediante el decreto número 26 emitido el 13 de agosto de 2014.
La bebida es un zumo tradicional prehispánico, típico de la gastronomía sureña del estado de Tlaxcala, preparado a base de cacao, maíz, haba, canela, anís y azúcar. En el lapso prehispánico la bebida era exclusiva para los «Tiachcatzin», una población vetusta de la comarca zacatelquense, quienes  tenían preponderancia sobre las semillas de cacao.
Por otra parte, el mole prieto  derivado de la combinación entre especias y chiles, es una rama de las diferentes presentaciones de mole. Este modelo de preparación es procedente de Chiautempan y Contla, principalmente.
Antiguamente era un platillo dedicado a Toci, diosa de los textiles y de la salud. Un proyecto fomentado por José Gilberto Temoltzin Martínez, diputado del Partido Acción Nacional (PAN), fue presentado ante el congreso del estado de Tlaxcala en el marco de los integrantes de la LXI Legislatura local, quien aprobaron dicho proyecto, declarando así el mole prieto como Patrimonio cultural inmaterial, el 22 de noviembre del 2016.

## Platillos

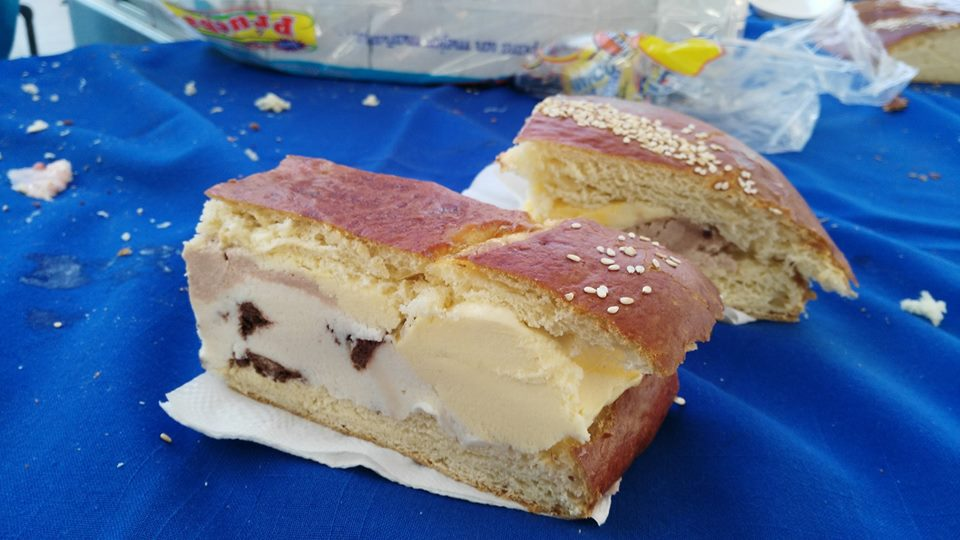
Pan con helado.

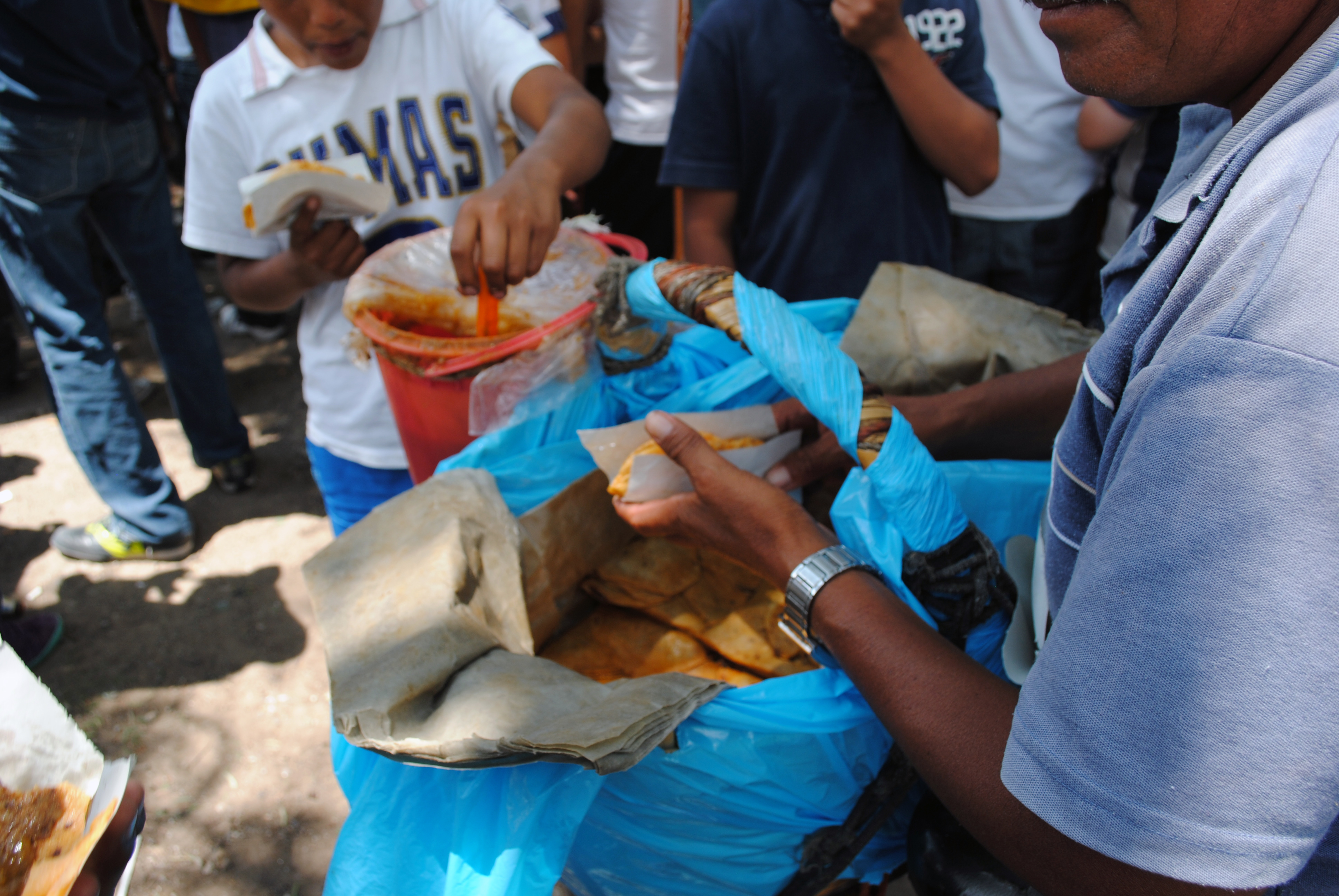
Tacos de canasta.

- Pan con helado
- Pan de fiesta o pan de feria
- Tacos de canasta
- Mole prieto
- Gusanos de maguey
- Pollo a la Tocatlán
- Mixiotes
- Pulque
- Muéganos
- Bebida de cacao
- Pipián de venas verdes
- Caldillo de pescado seco
- Picadillo de Calabaza
- Mole de Matuma
- Tortillas de maíz rosa
- Huaxmole de chito
- Sopa de charales